# Xanthia fulvescens
Xanthia fulvescens är en fjärilsart som beskrevs av Max Wilhelm Karl Draudt 1934. Xanthia fulvescens ingår i släktet Xanthia och familjen nattflyn. Inga underarter finns listade i Catalogue of Life.